# Lauren Conrad
Lauren Katherine Conrad (Laguna Beach, Californië, 1 februari 1986), ook wel bekend als "L.C.", is een Amerikaanse realityster, model, schrijfster en modeontwerpster. Ze is het bekendst van haar hoofdrol in de MTV-realityserie Laguna Beach: The Real Orange County en de daarvan afgeleide spin-offshow The Hills, die gaat over haar persoonlijke en professionele leven in de mode-industrie in Los Angeles. Conrad stopte na seizoen vijf met The Hills omdat ze naar eigen zeggen meer privacy wilde.

## Modecarrière
Conrad liep stage bij Teen Vogue toen ze nog op het Fashion Institute of Design and Merchandising zat. Daarna heeft ze bij People's Revolution gewerkt. In augustus 2009 kwam Conrad met haar eerste kledinglijn: de Lauren Conrad Collection. Begin 2011 werd de kledinglijn opnieuw uitgebracht met nieuwe kledingstukken. Voor Conrads tweede kledinglijn die in de lente van 2010 werd uitgebracht had ze een contract met het warenhuis Kohl's. Later bracht ze met twee vrienden haar derde kledinglijn uit: Paper Crown, een collectie voor het najaar van 2011. In 2012 ging Conrad een partnerschap aan met BlueAdvocado om een eigen milieuvriendelijke lijn voor cosmetica en reisaccessoires op te zetten: XO(eco). Een jaar later zette Conrad samen met Hannah Skvarla de website thelittlemarket.com op, waar diverse spullen te koop zijn die over de hele wereld met de hand worden gemaakt.

## Boeken
Conrad heeft een driedelige serie boeken geschreven voor HarperCollins. De boeken gaan over een 19-jarig meisje dat verhuist naar Los Angeles en een ster wordt in een realityserie, gebaseerd op haar eigen leven. Het eerste deel heet L.A. Candy en werd in juni 2009 uitgebracht. L.A. Candy stond 7 weken lang op nummer 1 in de New York Times-bestsellerlijst. Haar tweede boek, Sweet Little Lies, werd in februari 2010 uitgebracht en stond 3 weken lang op nummer 1 in de Bestseller List. Het laatste deel van de driedelige serie heet Sugar & Spice. De rechten van L.A. Candy zijn verkocht door een Amerikaanse filmproductiemaatschappij. Conrad zal zelf uitvoerend producent van de film worden, hiervoor heeft ze ook een eigen productiebedrijf dat Blue Eyed Girl Productions heet. Ook sloot Conrad een nieuwe deal met HarperCollins, ze ging wederom een driedelige serie boeken schrijven. Het eerste boek heet The Fame Game en gaat over Madison Parker (het gemene meisje uit L.A. Candy). Deel 2 kwam kort erna uit, genaamd  The Fame Game Starstruck. Deel 3 genaamd  The Fame Game Infamous  kwam in 2013 uit.
In 2011 bracht Conrad Lauren Conrad Style uit, een boek over kleding, make-up en gerelateerde onderwerpen. In 2012 verscheen Lauren Conrad Beauty en in 2016 Celebrate. Al Conrads boeken zijn tevens in het Nederlands verschenen.

## Persoonlijk leven
Op 13 september 2014 trouwde Conrad na een relatie van tweeënhalf jaar met William Tell, de voormalig gitarist van de Amerikaanse rockband Something Corporate. Daarvoor had ze relaties met onder anderen My Boys-acteur Kyle Howard, Brody Jenner, Jason Wahler en Stephen Coletti.
- Biblioteca Nacional de España: XX4871505
- CiNii: DA1745025X
- Gemeinsame Normdatei: 1042902127
- International Standard Name Identifier: 0000 0001 2031 8591
- Library of Congress Control Number: n2009011038
- Bibliotheek van het Japanse parlement: 01207125
- Nationale Bibliotheek van Tsjechië: xx0135772
- Nederlandse Thesaurus van Auteursnamen: 322576202
- Virtual International Authority File: 102362789
- WorldCat: E39PBJmtxbkvQHQ9rFYM8f9hpP